# Nong Qunhua
Nong Qunhua (en chino: 农群华; Nanning, 20 de julio de 1966) es una deportista china que compitió en bádminton, en la modalidad de dobles.
Participó en los Juegos Olímpicos de Barcelona 1992, obteniendo una medalla de plata en la prueba de dobles (junto con Guan Weizhen). Ganó dos medallas de oro en el Campeonato Mundial de Bádminton, en los años 1991 y 1993.

## Palmarés internacional
| Juegos Olímpicos   | Juegos Olímpicos         | Juegos Olímpicos | Juegos Olímpicos |
| Año                | Lugar                    | Medalla          | Prueba           |
| ------------------ | ------------------------ | ---------------- | ---------------- |
| 1992               | Barcelona (España)       | Medalla de plata | Dobles           |
| Campeonato Mundial |                          |                  |                  |
| Año                | Lugar                    | Medalla          | Prueba           |
| 1991               | Copenhague (Dinamarca)   | Medalla de oro   | Dobles           |
| 1993               | Birmingham (Reino Unido) | Medalla de oro   | Dobles           |